# René Fankhauser
René Fankhauser, né le 28 mai 1905 à Paris et décédé le 30 mars 1985 à Lyon, était un joueur de dames français, licencié au Damier Niçois de 1923 à 1928, puis au Damier  Lyonnais de 1929 à 1939, à celui de Bordeaux durant la Seconde Guerre mondiale, et enfin de nouveau à celui de Lyon de la libération jusqu'à sa mort.
René Fankhauser est enterré à Lyon, au nouveau cimetière de la Guillotière

## Palmarès
- Participation aux championnats du monde en 1952 ;
- Champion de France en 1945, (à Paris) ;
- Champion de Nice en 1926, 1927, et 1928 ;
- Champion de Bordeaux en 1941, et 1942 ;
- Champion de Lyon en 1944, et 1945 ;
- Vice-champion de France en 1958.

## Héritage damique
Une combinaison originale porte son nom : le « coup Fankhauser ». Il débute par le même envoi à dame que le coup Van Bergen puis utilise cette dame adverse avec un coup normand,. 